# William Stern
Pour les articles homonymes, voir Stern.
Louis William Stern (29 avril 1871 à Berlin, royaume de Prusse - 27 mars 1938 à Durham, États-Unis) est un psychologue allemand. Il est l'un des premiers psychologues à travailler sur la « mesure » de l'intelligence et le quotient intellectuel. Il a aussi effectué des recherches qui introduisirent le témoignage du psychologue comme « avis d'expert ».

## Biographie
William Stern soutient sa thèse de psychologie à l'université de Berlin en 1893. Il est membre fondateur de la Société allemande de psychologie, en 1905. Il est titulaire de la chaire de pédagogie à l'université de Breslau puis est appelé à l'université de Hambourg en 1916, où il exerce comme professeur de philosophie. De 1919 à 1933, il est directeur de l'Institut de psychologie de l'Université de Hambourg. D'origine juive, il est obligé de fuir l'Allemagne nazie en 1933, d'abord en Hollande puis aux États-Unis. De 1933 à 1938, il est d'abord vacataire puis professeur à l'université Duke à Durham en Caroline du Nord.
Il est l'époux de la psychologue Clara Joseephy qui est sa proche collaboratrice. Ils ont trois enfants : Hilde, Eva et Günther.
Il meurt en 1938, exilé aux États-Unis.

## Pensée
Stern combine la philosophie et l'approche scientifique dans le but d'étudier la nature humaine, ce qui est une contribution majeure pour la psychologie naissante. En effet, Stern est peut-être le premier théoricien à décrire la manière de combiner les études physiques et mentales dans le but de décrire « l'être humain dans sa totalité ». Il tente une synthèse entre la psychologie expérimentale et la psychologie compréhensive. Il établit une théorie dite de la « convergence ».
Pour lui, c'est en étudiant l'individualité de chacun que l'essence de la personnalité et de l'intelligence seront découvertes. Il est influencé par les travaux d'Alfred Binet et ses études sur l'intelligence des enfants. Il revendique l'autonomie et l'originalité de la psychologie de l'enfant comme telle. Il tente de classer les Hommes en fonction de normes, de types et d'aberrations. En 1911, il publie le premier ouvrage allemand de psychologie différentielle. Il y soutient l'articulation de la méthode scientifique-nomothétique et de la méthode idiographique-culturelle introduites par Wilhelm Windelband et Heinrich Rickert.
On lui doit aussi, de par ses recherches, l'introduction du témoignage du psychologue comme « avis d'expert ».

### Quotient intellectuel
Son intérêt pour les différences individuelles mène au développement du concept de quotient mental, le QM, à ne pas confondre avec le QI. En collaboration avec Heinz Werner, il développe une méthode de détermination du quotient mental. Stern définit le quotient mental comme l'union, le rapport, entre l'âge mental et l'âge chronologique (AM/AC). Ensuite, Terman suggère de multiplier ce quotient mental par 100, afin d'éliminer les fractions, ce qui deviendra le quotient intellectuel développemental (QID) de Terman.
La conception du QI impliquait la division de l'âge mental de l'enfant par son âge physique. L'intelligence mesurée en devient donc une valeur relative.
La notion de quotient intellectuel est toujours utilisée. Cependant, à partir de 1939, le mode de calcul change, grâce aux travaux de David Wechsler qui propose de se baser sur la différence entre les moyennes du participant et les moyennes du groupe de référence exprimées en écart-types. Ce QI est également appelé le QI standardisé car il se base sur la standardisation des scores par rapport à une courbe de Gauss (ou courbe normale).

## Œuvres
- Die Analogie im volkstümlichen Denken ; Eine psychologische Untersuchung. Berlin, R. Salinger, 1893.
- Psychologie der Veränderungsauffassung Breslau, Preuss & Jünger, 1898.
- Zur Psychologie der Aussage ; Experimentelle Untersuchungen über Erinnerungstreue, Berlin, J. Guttentag, 1902.
- Helen Keller ; Die Entwicklung und Erziehung einer Taubstummblinden als psychologisches, pädagogisches und sprachtheoretisches Problem, Berlin, Reuther & Reichard, 1905.
- Person und Sache ; System der philosophischen Weltanschauung, Leipzig, J. A. Barth, 1906-24.
- Clara et William Stern: Die Kindersprache, Neudruck Wissenschaftliche Buchgesellschaft Darmstadt (WBG), 1907.
- Forschung und Unterricht in der Jugendkunde, avec Otto Lipmann, Leipzig & Berlin, Teubner, 1912.
- Das freie Zeichnen und Formen des Kindes, Leipzig, J. A. Barth, 1913.
- Der Student und die pädagogischen Bestrebungen der Gegenwart, Leipzig & Berlin, Teubner, 1913.
- Clara und William Stern: Psychologie der frühen Kindheit, Leipzig, 1914.
- Vorgedanken zur Weltanschauung, Leipzig, Barth, 1915.
- Jugendliches Seelenleben und Krieg, Leipzig, Barth, 1915.
- Die differentielle Psychologie in ihren methodischen Grundlagen, Nachdr. der 2. Aufl. Leipzig, Barth, 1911 - Bern [u.a.] : Huber, 1994.
- Grundgedanken der personnalistischen Philosophie, Beelin, Reuter und Reichard, 1918.
- Die menschliche Persönlichkeit, Leipzig, Barth, 1919.
- Methodensammlung zur Intelligenzprüfung von indern und Jugentlichen, en collaboration avec Otto Wiegmann, Leipzig, Barth, 1920.
- Das psychologische Laboratorium der Hamburgischen Universität, Leipzig, Quelle & Meyer, 1922.
- Wertphilosophie, Leipzig, Barth, 1924.
- Jugendliche Zeugen in Sittlichkeitsprozessen, ihre Behandlung und psychologische Begutachtung : Ein Kapitel der forensischen Psychologie, Leipzig, Quelle & Meyer, 1926.
- Neue Beiträge zur Theorie und Praxis der Intelligenzprüfung, Leipzig, Joh. Ambr. Barth, 1925.
- Probleme der Schülerauslese, Leipzig, Quelle & Meyer, 1926.
- Die Intelligenz der Kinder und der Jugendlichen, Leipzig, Barth, 1928 (4e édition).
- Sittlichkeitsvergehen an höheren Schulen und ihre disziplinare Behandlung, Leipzig, Quelle & Meyer, 1928.
- Anfänge der Reifzeit : Ein Knabentagebuch in psychologischer Bearbeitung, Leipzig, Quelle & Meyer, 1929.
- Studien zur Personwissenschaft, Leipzig, Barth, 1930.
- Allgemeine Psychologie auf personalistischer Grundlage, Nijhoff, 1950, 2e édition. Avec des contributions de Günther Anders et Ernst Cassirer.
- Psychologie der frühen Kindheit bis zum sechsten Lebensjahr, avec Tagebücher von Clara Stern et Geleitw. von Günther Stern-Anders, Darmstadt : Wissenschaftliche Buchgesellschaft, 1993. (Réimpression de la 7e édition, Heidelberg 1952).